# Lewis Stein

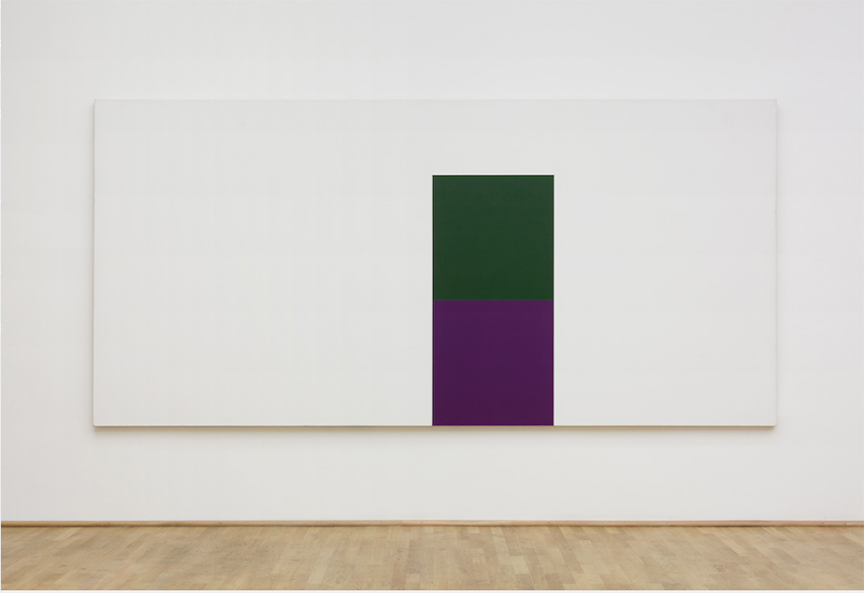
Sin título, 1967-9, acrílico sobre lienzo gessoed, 6 1/2' x 14' (198 x 427 cm) en exhibición en 2009 en el Museo de Arte Moderno de Frankfurt, Alemania

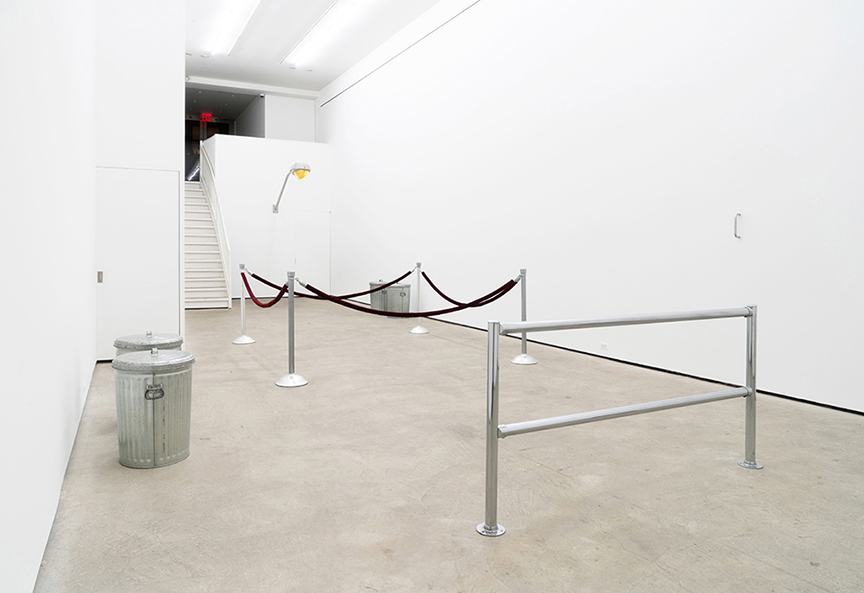
Vista de instalación Essex Street Gallery, 2017, Todas las obras 1968-1980

Lewis Stein (1945-2022) fue un artista visual norteamericano natural de Nueva York.

## Obra
Grandes pinturas acrílicas sobre lienzo enyesado en el modo minimalista que él describía como "anti-pinturas" fueron uno de los primeros trabajos de Stein.
Sus primeras exposiciones, todas individuales, fueron en la Galería Nicholas Wilder de Los Ángeles, la Galería David Whitney de Nueva York y la Galería Rolf Ricke de Colonia, Alemania, entre 1969 y 1972. Fue presentado a cada una de estas galerías por el célebre marchante Richard Bellamy . Bellamy, a su vez, había sido presentado a Stein por el artista y crítico Brian O'Doherty, quien había visitado al artista en su estudio de Oakland en 1968.